# 庐阳经开区站
庐阳经开区站位于中华人民共和国安徽省合肥市庐阳区耀远路与阜阳路交叉口北侧地下，是合肥轨道交通8号线的地铁车站，工程站名耀远路站。